# マキロン

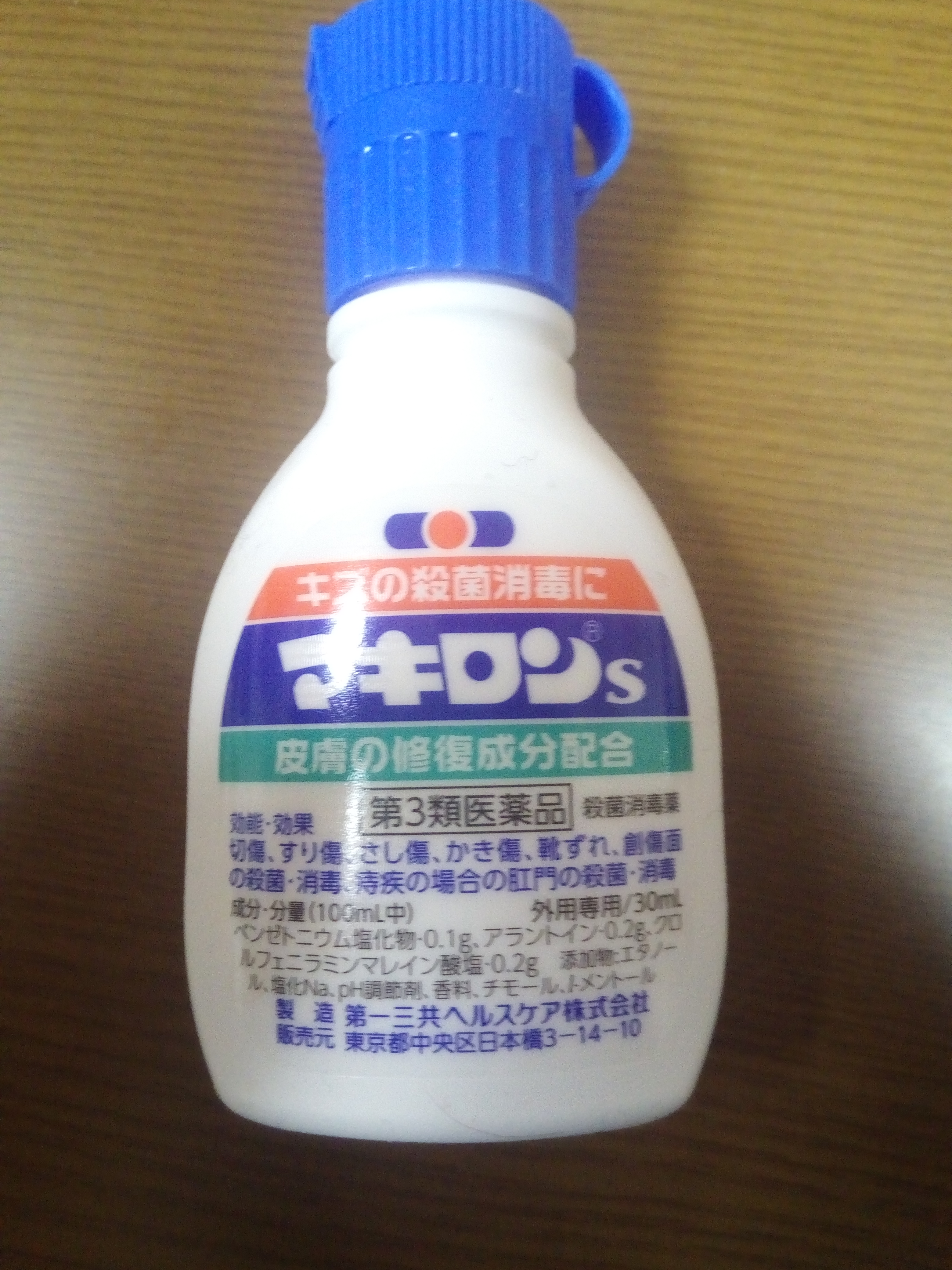
マキロンs

マキロン（Makiron）は第一三共ヘルスケア（2007年3月までゼファーマ）が製造・販売する家庭用外傷消毒液の名称及び、皮膚用薬のブランド名である。同社の登録商標（第1117486号ほか）。
1971年に山之内製薬（現・アステラス製薬）から発売され、それまで外傷消毒液として普及していたマーキュロクロム液（赤チン）に取って替わり、外傷消毒薬の代表製品として親しまれている。2006年に配合が見直され、主力商品の外傷消毒液は「マキロンs」として販売されている。

## 概要
「マキロンs」は殺菌作用を有する逆性石鹸の塩化ベンゼトニウム（en:Benzethonium chloride）を主成分とし、組織修復剤（アラントイン）、抗ヒスタミン剤（クロルフェニラミンマレイン酸塩）を配合した医薬品で、性状は無色透明の液体である。
従来の「マキロン」では殺菌成分と抗ヒスタミン剤に、局所麻酔薬（ジブカイン塩酸塩、Dibucaine）と血管収縮剤（ナファゾリン塩酸塩）が配合されており、組織修復剤は配合されていなかった。
発売された1971年当時、家庭での外傷治療としてはマーキュロクロム液などで殺菌し、絆創膏などで保護して自然治療を待つのが一般的だったが、マーキュロクロム液は有機水銀を含み、患部に赤い色がつく欠点があった。そこでマキロンが発売され、「色がつかず、しみない消毒薬」（このほか麻酔・消炎作用もあった）として一気に普及した。患部に直接ふれずに、洗い流したり、スプレーで消毒したりできる機能性も特徴だった。
名前はマーキュロクロムから「マキロ」の文字をとり、語呂がよく耳にも響きのよい「ン」をつけたもので、発売当時は「赤チン」に対して「白チン」とも呼ばれることがあったが、現在ではそう呼ばれることは少ない。外傷消毒液の代名詞的な医薬品であって、他社から発売される似たような外傷消毒液（玉川衛材のマッキンZなど）も「マキロン」と呼称されることが多い。

## 歴史
- 1971年5月 - 山之内製薬が殺菌消毒薬「マキロン」を発売。
- 1986年 - 山之内製薬がパッチタイプのかゆみどめ「マキロンかゆみ止めパッチ」を発売。
- 1997年 - 山之内製薬が殺菌消毒薬「マキロン」をリニューアル。安全キャップが付く。
- 1998年5月18日 - 山之内製薬がデキサメタゾン酢酸エステル配合のかゆみ止め「マキロンかゆみどめ液」「マキロンパッチエース」を発売。（ともに製造販売元は池田模範堂であった。）
- 2000年
  - 5月22日 - 山之内製薬がコンビニ向け外皮消毒剤「マキロン プチA」（医薬部外品）を発売。
  - 6月1日 - 山之内製薬がエアゾールタイプの殺菌消毒薬「マキロン ジェット&スプレー」を発売。
- 2001年4月9日 - 山之内製薬が「マキロン」のかゆみ止めアイテム3アイテムをリニューアル。（「マキロンパッチエース」はサイズを5mm小さくし、6枚増量した。）
- 2002年6月20日 - 山之内製薬が殺菌消毒薬「マキロン」に30mL入りを追加発売。
- 2004年10月1日 - 山之内製薬と藤沢薬品がそれぞれの一般用医薬品事業を統合し、共同でゼファーマを設立。「マキロン」シリーズはゼファーマブランドとなる。（ゼファーマに移行後も、殺菌消毒薬「マキロン」の製造は山之内製薬が引き続き行っていた。）
- 2005年4月1日 - 山之内製薬が藤沢薬品と合併し、アステラス製薬となる。同時にゼファーマもアステラス製薬の100%出資子会社となる。（統合に伴い、殺菌消毒薬「マキロン」の製造販売元はゼファーマになる。）
- 2006年
  - 3月20日 - ゼファーマが殺菌消毒薬「マキロン」の成分・キャップを改良した「マキロンs」を発売。
  - 4月13日 - アステラス製薬がゼファーマの全株式を第一三共に譲渡。
  - 9月12日 - ゼファーマが殺菌消毒薬「マキロン ジェット&スプレー」の成分・パッケージを改良した「マキロンs ジェット&スプレー」を発売。
- 2007年
  - 3月6日 - ゼファーマが鎮痒消炎薬「マキロンかゆみどめ液」の成分を改良した「マキロンs かゆみどめ液」を発売。
  - 4月1日 - 第一三共ヘルスケアとゼファーマが統合。「マキロン」シリーズは第一三共ヘルスケアブランドとなる。
- 2008年
  - 3月14日 - 第一三共ヘルスケアがジェルタイプの鎮痒消炎薬「マキロンs かゆみどめジェル」を発売。あわせて、既存の「マキロン」かゆみ止めシリーズのパッケージをリニューアルし、デザインを統一。
  - 4月 - 第一三共ヘルスケアがコンビニ向け商品「マキロン プチA」のボトルデザインをリニューアル。東亜薬品から製造権を譲受、同商品の製造販売元となった。
  - 4月14日 - 第一三共ヘルスケアが軟膏タイプの殺菌消毒薬「マキロンs キズ軟膏」を発売。
- 2010年3月15日 - 第一三共ヘルスケアがパッチタイプの鎮痒消炎薬「マキロンかゆみどめパッチ」にポケモンキャラクターを起用した「マキロンかゆみどめパッチP」を発売（「マキロンかゆみどめパッチ」のリニューアル品でもある）。
- 2011年3月14日 - 第一三共ヘルスケアがポケモンキャラクターを起用した液タイプの鎮痒消炎薬「マキロンかゆみどめ液P」を発売。
- 2012年3月8日 - 第一三共ヘルスケアがポケモンキャラクターを起用した虫よけ剤「薬用マキロン虫よけゴールドスプレー」を発売。
- 2015年4月20日 - 第一三共ヘルスケアが指定医薬部外品の外皮消毒剤「マキロン」を発売。
- 2017年3月13日 - 第一三共ヘルスケアが鎮痒消炎薬「マキロンパッチエース」の新デザイン品を発売（なお、従来デザイン品も「かゆみちゃんパッケージ」として併売される）。
- 2020年3月16日 - 第一三共ヘルスケアがポケモンキャラクターを起用したミストタイプの虫よけ剤「マキロン虫よけウォーターバリアミスト」を発売。
- 2021年3月12日 - 第一三共ヘルスケアがニキビ治療薬「マキロン アクネージュ」を発売（「マキロンs」に配合されているベンゼトニウム塩化物をOTC医薬品のニキビ治療薬で初めて殺菌成分として配合）。
- 2022年4月21日 - 第一三共ヘルスケアがニキビ治療薬「マキロン アクネージュ メディカルクリーム」に大容量サイズの28gを追加発売。

## 取扱商品

### 殺菌消毒薬
マキロンs【第3類医薬品】
殺菌消毒作用、組織修復作用、抗炎症作用を持つ液タイプ。家庭の常備向けの75mlと携帯用や使用頻度の少ない方向けの30mlと殺菌消毒薬では唯一となる2サイズ展開である。
マキロンs ジェット&スプレー【第3類医薬品】
「マキロンs」と同一処方で、ジェットとスプレーを使い分けできるダブルスプレータイプ。アルミ缶ボトルを採用。（製造販売元：東亜薬品）
マキロン（販売名：マキロン プチA）【指定医薬部外品】
ベンゼトニウム塩化物のみを配合したシンプル処方の液タイプ。ボトルは「マキロンs」と同一の形状を採用。また、医薬品ではないので、コンビニエンスストアなどでも購入可能である。

### 鎮痒消炎薬
マキロンかゆみどめ液P【第3類医薬品】
かゆみ止め成分ジフェンヒドラミン塩酸塩や殺菌成分イソプロピルメチルフェノールなど5種類の有効成分を配合した液タイプ。ピカチュウを製品パッケージに採用している。（製造販売元：ジャパンメディック）
マキロンかゆみどめパッチP【第3類医薬品】
かゆみ止め成分ジフェンヒドラミンや殺菌成分イソプロピルメチルフェノールなど4種類の有効成分を配合した肌色のパッチタイプ。当初はピカチュウとポッチャマを製品パッケージとパッチ本体に採用していたが、後の仕様変更によりピカチュウのみとなった。（製造販売元：救急薬品工業）
マキロンパッチエース【指定第2類医薬品】
デキサメタゾン酢酸エステルや殺菌成分イソプロピルメチルフェノールなど4種類の有効成分を配合した半透明のパッチタイプ。かつては池田模範堂が製造元であった。（製造販売元：救急薬品工業）

### ニキビ治療薬
マキロン アクネージュ メディカルクリーム【第2類医薬品】
殺菌成分のベンゼトニウム塩化物に抗炎症成分のイブプロフェンピコノールと血行促進成分のトコフェロール酪酸エステルを配合したクリームタイプ。（製造販売元：ジャパンメディック）
マキロン アクネージュ メディカルローション【第2類医薬品】
殺菌成分のベンゼトニウム塩化物に抗炎症成分のアラントインと角質軟化成分のサリチル酸を配合したローションタイプ。（製造販売元：ジャパンメディック）

### 販売店限定品
マキロン ウエルパス【第3類医薬品】
殺菌成分のベンザルコニウム塩化物に添加物としてエタノール（溶剤）と保湿成分のプロピレングリコール（湿潤剤）を配合したミストタイプの手指用殺菌消毒剤。本品は元々丸石製薬が「ホームウエルパス」の製品名で製造・販売していたが、販売を第一三共ヘルスケアへ承継し、製品名を変更して「マキロン」ブランド化したものである。販売店が限られているため、第一三共ヘルスケアホームページ内の製品情報には掲載されていない。（製造販売元:丸石製薬）

### 特納用製品
以下の製品は主に健康保険組合向けに販売されているもので、一般の薬局・薬店等では購入不可となる。
マキロンかゆみどめパッチ【第3類医薬品】
店頭用製品「マキロンかゆみどめパッチP」と同一処方で、パッチ表面にキャラクターが描かれていない無地デザインのもの。2015年にパッケージリニューアルし、「マキロンパッチエース」・「マキロンs かゆみどめ液」とパッケージデザインを統一した。
マキロンかゆみどめ液A【指定第2類医薬品】
以前店頭用製品で発売されていた「マキロンsかゆみどめ液」を2020年秋に特納用製品としてリニューアルした製品。ジフェンヒドラミン塩酸塩（2g/100mL → 1g/100g）、l-メントール（3.5g/100mL → 3g/100g）、dl-カンフル（1g/100mL → 2g/100g）の分量が変更されたほか、容器形状も変更となり、首曲がり容器となった。（製造販売元:ジャパンメディック）
マキロン虫キック【防除用医薬部外品】
ほのかなレモンの香りの虫よけスプレー。従来販売されていた「虫キック」をリニューアルし、「マキロン」ブランド化した。
マキロン薬用ハンドソープ【医薬部外品】
殺菌成分を配合した薬用ハンドソープ。以前は一般にも販売されていた。
マキロン薬用ハンドソープ 泡タイプ【医薬部外品】

### 製造終了品
- マキロンs キズ軟膏【第3類医薬品】 - 「マキロンs」と同一処方で、小型チューブ・細口ノズルを採用した透明軟膏タイプ。2025年4月製造終了。処方は異なるが、旧・藤沢薬品工業から発売されている「キシロA軟膏」が代替製品となる。（製造販売元：ジャパンメディック）
- マキロンかゆみどめ液 - デキサメタゾンを配合した液体タイプの鎮痒消炎薬。後に、処方強化した「マキロンsかゆみどめ液」に継承された。（製造販売元：池田模範堂）
- マキロンsかゆみ止めジェル【指定第2類医薬品】 - デキサメタゾン酢酸エステルを配合したジェルタイプの鎮痒消炎薬。2011年製造終了。処方は異なるが、旧・三共から発売されている「アレルギールジェル」が代替製品となる。
- マキロンsかゆみどめ液【指定第2類医薬品】 - デキサメタゾン酢酸エステルを配合した液体タイプの鎮痒消炎薬。以前はホシエヌ製薬（現・田村薬品工業）が製造を行っていたが、パッケージへのリスク区分記載と共に自社製造に切り替えた。2020年5月製造終了。
- マキロン虫よけスプレー - 山之内製薬時代に販売終了。（製造販売元：日本コルマー）
- 薬用マキロン虫よけゴールドスプレー【防除用医薬部外品】 - ほのかなレモンの香りの虫よけスプレー。前述の「マキロン虫キック」を店頭販売向けにピカチュウのデザインが施された仕様。商品名となっている「ゴールドスプレー」はポケットモンスターのゲーム上で実際に登場する道具である。ミストタイプの「虫よけウォーターバリアミスト」へ統合のため、2020年10月製造終了。（製造販売元：日本精化）
- マキロン虫よけウォーターバリアミスト【防除用医薬部外品】 - フレッシュハーブの香りのミストタイプの虫よけ剤。有効成分のディートの配合濃度を防除用医薬部外品で最高濃度となる10%とし、汗や水に落ちにくくするなど「虫よけゴールドスプレー」よりも処方が強化されている。2021年3月製造終了。（製造販売元：大阪製薬）
- マキロンネット - ネット状包帯。

## 製品キャラクター
マキロンの製品キャラクターに、男の子『マキロン坊や』が存在する。半袖ユニフォーム姿で、左手にサッカーボールに似たボールを持ち、右足のひざには擦り傷があり、その痛みからか右手で涙をぬぐっている。このマキロン坊やは、最近こそメディアにあまり登場しないが、上記の1971年以来、宣伝キャンペーンに起用されてきた歴史あるキャラクターの一つと言える。今も、その当時のキャラクターグッズがネットオークションに出品される事がある。
一方、かゆみどめシリーズには別のキャラクターとして『かゆみちゃん』が存在しており、「マキロン かゆみどめパッチ」の初期のTVCMにも登場した。何度か変更されているが、現在もかゆみどめシリーズの一部製品のパッケージに記されている。実際、2017年3月に「マキロン パッチエース」の新デザイン品が発売された際、第一三共ヘルスケアホームページ内の製品情報のページなどで、パッケージ仕様を区別するため、従来から発売されているパッケージ品には「かゆみちゃんパッケージ」が明記されるようになった。